# Jennifer Stow
Jennifer Stow es Directora Adjunta de investigación del NHMRC Principal Research Fellow y jefe del laboratorio de tráfico e inflamación de proteínas en el Institute for Molecular Bioscience, (IMB). Universidad de Queensland, Australia. Obtuvo su doctorado en la Universidad de Monash en Melbourne el 1982. Como becaria internacional de Fogarty, completó su formación postdoctoral en la escuela de medicina de la Universidad de Yale, en el departamento de Biología Celular. Luego fue nombrada para su primer trabajo como profesora asistente en la Unidad Renal de la Universidad de Harvard y en los Departamentos de Medicina y Patología del Hospital General de Massachusetts  en Boston. A finales de 1994 regresó a Australia a la fundación Wellcome Trust como un Senior International Medical Research fellow en Universidad de Queensland donde su trabajo ha continuado. Stow forma parte de comités científicos y consejos consultivos y de revisión por pares nacionales e internacionales. Ha ocupado el cargo de jefa de la División de biología celular molecular del IMB, y en 2008 fue nombrada subdirectora.

## Biografía
Jenny Stow completó su educación terciaria en la Universidad de Monash de Melbourne. Su licenciatura en ciencias fue seguida de un año de honores  primera clase en el Departamento de Inmunología y Patología y un doctorado (1979-1982) en el Departamento de Anatomía y en el Hospital Prince Henry's, bajo la supervisión de los profesores Eric Glasgow y Robert Atkins. El proyecto de doctorado de Stow consistió en la caracterización de poblaciones celulares en la glomerulonefritis, incluyendo el uso de microscopía electrónica.
Recibió una beca Fogarty International Fellowship para capacitación postdoctoral en el Departamento de Biología Celular de la Facultad de Medicina de la Universidad de Yale, de Estados Unidos. Donde trabajó con la profesora Marilyn Farquhar de biología celular y nefrología. Stow, Farquhar y sus colegas publicaron estudios seminales sobre membranas basales glomerulares y proteoglicanos.
A fines de 1994, Stow regresó a Australia como miembro de investigación médica senior de Wellcome Trust para establecer un laboratorio de biología celular en la Universidad de Queensland en Brisbane. El Centro al que se unió más tarde se convirtió en el instituto de investigación médica más grande de Australia, el Instituto de Biociencias Moleculares de UQ, donde desempeñó el cargo de líder de grupo, profesor y principal investigador del National Health and Medical Research Council (NHMRC). Su trabajo actual en la inflamación y el cáncer se centra en el tráfico de células epiteliales y en la secreción de citoquinas en macrófagos. Es conocida por descubrir nuevas vías para la secreción y el reciclaje en las células y por definir nuevas funciones para la maquinaria celular, incluidas las proteínas G grandes y pequeñas, las miosinas y las SNAREs.

## Hechos destacados profesionales
- 1982 Doctorado en la Universidad de Monash, Melbourne Australia
- 1982 Fogarty International Fellowship para el trabajo postdoctoral en la Universidad de Yale , facultad de Medicina
- 1985 produjo el primer anticuerpo para la membrana basal HSPG y el filtro glomerular localizado HSPG
- 1986 beca de investigación de cáncer de Swebeilius, Estados Unidos
- 1987 Se descubrió un mecanismo para la clasificación dependiente del pH en células epiteliales.[5]
- 1988 nombramiento en la Universidad de Harvard / Hospital General de Massachusetts como profesor asistente
- 1990 se descubrió un nuevo papel para las proteínas G heterotriméricas en el tráfico.[6]
- 1990 se le otorga la primera subvención independiente NIH RO1.
- 1991 directora de PI y Core, programa NIH de Biología Celular Renal
- 1993 investigador establecido de la American Heart Association.
- 1994 Wellcome Trust Senior Medical Research Fellowship
- 1994 nombrado como profesora asociada de la Universidad de Queensland, Brisbane, Australia
- 1999 se descubrió una nueva vía de reciclaje para el tráfico y la regulación de E-cadherina[7]
- 2001 NHMRC Principal Research Fellowship (premio de carrera de 5 años)
- 2001 nombrada como Editora Asociada de American Journal of Physiology
- 2005 nombrada como miembro investigadora de la Universidad de Queensland
- 2005 se descubrió una nueva vía para la secreción de citoquinas en macrófagos.[4]
- 2007 ganadora del estado, Premio Women/Smart, Queensland Australia
- 2008 presidenta del Comité de Revisión de Subvenciones para el Programa de Ciencia de la Frontera Humana
- 2008 directora Adjunta designada (Investigación) Instituto de Biociencia Molecular
- 2008 nombrada al Consejo Editorial de la revista Fisiología.
- 2009 nombrada para el Comité Asesor de Investigación Médica, Fundación Australiana de Investigación del Cáncer
- 2010 se descubrió el papel de PI3K en la secreción celular y la inflamación.[8]
- 2011 Walter Mackenzie orador invitado, en la Universidad de Alberta, Canadá
- 2014 Se descubrió el rol de PI3K y Rab8 en la regulación de la inflamación.[9][10]